# Eguberri
Eguberri est le mot basque désignant Noël ou littéralement « jour nouveau ». Quelle que soit l'interprétation étymologique retenue, ce nom doit signifier le premier jour qui suit le solstice d'hiver.

## Traditions associées
Les pratiques populaires qui sont rattachées à Eguberri débutent le jour ou la nuit précédente, cette dernière recevant en général le nom de Gauon (nuit de Noël). On la connaît aussi sous le nom de Olentzero gaua (nuit de Olentzero) (Oiartzun), Suilaro atsa (Sara), Xiularo (Uharte-Hiri).
Diverses croyances et rites solsticiaux sont en rapport avec ce jour, ainsi qu'avec la nuit précédant la nouvelle année. On y voit un personnage, Olentzero, au moins dans une partie du Guipuscoa et dans une zone contigüe à la Navarre. Olentzero est de plus en plus connu dans les provinces du Labourd ainsi qu'en Soule où les enfants le fêtent.
À Oiartzun, on dit qu'après le repas du réveillon de Noël, quand tout le monde va se coucher, Olentzero descend par la cheminée. C'est un homme à la figure noircie par du charbon, armé d'une faux dentelée. Tout le monde se souvient de lui grâce à cette chanson :
| Basque | Français |
| --- | --- |
| Olentzero juantzaigu Mendira lanera intentziiuarekin Ikatz egitera Aditu duenian Jesus jaio dela Lasterka etorri da Parte ematera. | Olentzero nous a quittés Pour aller travailler à la montagne Pour faire du charbon de bois Lorsqu'il entendit Que Jésus était né Il arriva vite Pour prendre part à cet événement. |

À Larraun, jusqu'à minuit passé, on suspend un pantin de paille à la cheminée. De forme humaine, il tient dans la main une faux. On dit ici que cette effigie a pour nom Onontzaro, elle a autant d'yeux que l'année a de jours, plus un. 
Dans la cheminée, durant la nuit de Noël, on fait brûler un gros tronc d'arbre (souvent du hêtre). À Zegama, on l'appelle Gabonzuzi (torche de Noël). C'est avec son feu que l'on prépare le repas dans lequel sont mélangés les classiques zurru sutun (soupe avec des morceaux de morue) et azolio (chou assaisonné d'huile) ou encore intxur sala (pâté de noix).
En allant à la messe de la nuit de Noël, chacun porte une nouvelle broche afin d'arracher un œil au diable. On connaît également cette coutume dans le Baztan, à Saint-Jean-Pied-de-Port et à Barcus. Elle est peut-être en rapport avec la conjuration de la Saint Jean. Ce jour-là, on souhaite arracher un œil à la sorcière (Oiartzun), car c'est par le seul regard que certains génies ou certaines personnes, parfois même à leur insu, provoquent des maux et des malheurs ; ces personnes ont le Betadur.

## Étymologie
Eguberri signifie « Noël » en basque. Il est la contraction  des mots egu (jour) et berri (nouveau). Le composant egu a signifié probablement « lumière » et « soleil ». On connaît des variantes : Eguerri à Uhart-Hiri et Egoarri à Ataun, Zarautz, etc.